# لی تاملین
لی تاملین (انگلیسی: Lee Tomlin؛ زادهٔ ۱۲ ژانویهٔ ۱۹۸۹) ورزشکار اهل بریتانیا است.
از باشگاه‌هایی که در آن بازی کرده‌است می‌توان به باشگاه فوتبال پیتربورو یونایتد، باشگاه فوتبال براکلی تاون، باشگاه فوتبال میدلزبرو، باشگاه فوتبال لستر سیتی، باشگاه فوتبال ای. اف. سی بورنموث، باشگاه فوتبال بریستول سیتی، و باشگاه فوتبال میدلزبرو اشاره کرد.
وی همچنین در تیم ملی فوتبال England C بازی کرده است.